# Astragalus kralikii
Astragalus kralikii là một loài thực vật có hoa trong họ Đậu. Loài này được Batt. miêu tả khoa học đầu tiên.